# The Hearts of the Bradys
The Hearts of the Bradys è un cortometraggio muto del 1915 interpretato e diretto da Sydney Ayres.

## Produzione
Il film fu prodotto dall'American Film Manufacturing Company come Big U.

## Distribuzione
Distribuito dalla Universal Film Manufacturing Company, il film uscì nelle sale cinematografiche USA il 14 gennaio 1915.